# Leonardo Natale
Leonardo Natale (Saronno, 25 ottobre 1958) è un ex ciclista su strada italiano.
Professionista dal 1978 al 1985, corse sei edizioni del Giro d'Italia.

## Carriera
Scalatore dalle buone capacità, si mise in luce al Giro d'Italia del 1979, ottenendo un sedicesimo posto nella classifica generale, per migliorare fino al decimo posto nell'edizione successiva.
Nel 1981 correndo per la Magniflex ottenne un terzo posto al Tour de Suisse; notato da Giuseppe Saronni, divenne suo fido gregario alla Del Tongo-Colnago, aiutandolo specialmente al Giro d'Italia.
Nel 1985 passò alla corte di Francesco Moser, ma non poté aiutarlo per via di gravi problemi fisici che lo costrinsero al ritiro a soli 27 anni senza aver conquistato alcuna vittoria.

## Piazzamenti

### Grandi giri
- Giro d'Italia

1979: 16º
1980: 10º
1981: 13º
1982: 13º
1983: 31º
1984: 32º
- Vuelta a España

1983: 18º
1984: 29º

### Classiche
- Milano-Sanremo

1979: 95º
1981: 35º